# Falck
Falck là một xã trong vùng hành chính Lothringen, thuộc tỉnh Moselle, quận Boulay-Moselle, tổng Bouzonville. Tọa độ địa lý của xã là 49° 13' vĩ độ bắc, 6° 38' kinh độ đông. Falck nằm trên độ cao trung bình là 220 mét trên mực nước biển, có điểm thấp nhất là 203 mét và điểm cao nhất là 325 mét. Xã có diện tích 6,07 km², dân số vào thời điểm 1999 là 2632 người; mật độ dân số là 434 người/km².